# عبد الرحمن باشا الخادم
عبد الرحمن باشا الخادم سياسي عثماني شغل منصب والي مصر منذ 1651 حتى 1652.